# Bród (Rozwady)
Bród – część wsi Rozwady w Polsce, położona w województwie mazowieckim, w powiecie przysuskim, w gminie Gielniów.
W latach 1975–1998 Bród administracyjnie należał do województwa radomskiego.